# Nålstjärtad amadin
Nålstjärtad amadin (Erythrura prasina) är en fågel i familjen astrilder inom ordningen tättingar.

## Utseende och läte
Nålstjärtad amadin är en mycket vackert tecknad finkliknande fågel. Hanen är grön med blått ansikte och rödaktig buk. Honan har mer dämpad blått och saknar det röda på buken. Båda könen har en nålformad stjärt, men hanens är betydligt längre. Lätet är ett tunt "tseep".

## Utbredning och systematik
Nålstjärtad amadin delas in i två underarter med följande utbredning:
- Erythrura prasina prasina – förekommer från södra Myanmar till Thailand, Laos, Malackahalvön, Sumatra och Java
- Erythrura prasina coelica – förekommer på Borneo

## Levnadssätt
Nålstjärtad amadin uppträder nomadiskt i stora antal under risskörd och när bambun bildar frön, dess huvudsakliga föda, varefter den plötsligt försvinner. Den födosöker i flock, ofta hängande från risplantor eller bambuspetsar.

## Status
Arten har ett rätt stort utbredningsområde och beståndet anses stabilt. Internationella naturvårdsunionen IUCN listar den därför som livskraftig (LC).